# Svinec
Svinec je kemični element s simbolom Pb (iz latinskega plumbum) in vrstnim številom 82. Spada med težke kovine. Je mehka, strupena in kovna šibka kovina z relativno nizkim tališčem, na svežem prerezu modrikasto bele barve, ki na zraku hitro potemni v bolj znano temno sivo barvo. Svinec je zadnji stabilni element v periodnem sistemu elementov. Njegovi trije izotopi so končni produkt verige jedrskih razpadov težjih elementov.
Je relativno nereaktivna šibka kovina. Njegove šibke kovinske lastnosti dokazuje njegova amfoternost: element in njegovi oksidi reagirajo s kislinami in bazami in težijo k tvorbi kovalentnih vezi. V spojinah je najpogosteje v oksidacijskem stanju +2 in ne +4, ki je običajno za lažje elemente iz ogljikove skupine. Izjeme so običajno omejene na svinčeve organske spojine. Podobno kot lažji elementi iz ogljikove skupine tudi svinec polimerizira sam s seboj in tvori verige in poliedrske strukture.
Svinec se zlahka pridobiva iz njegovih rud in je bil v zahodni Aziji znan že v prazgodovini. Glavna svinčeva ruda je galenit, ki ima pogosto primesi srebra. K rudarjenju in rabi svinca v Rimskem cesarstvu je veliko pripomoglo ravno zanimanje za srebro. Zanimanje za svinec je po padcu Rimskega cesarstva zamrlo in se vrnilo na primerljivo raven šele med industrijsko revolucijo. Leta 2014 je bila svetovna proizvodnja svinca okoli 10 milijonov ton, od tega več kot polovica iz reciklaže. Zaradi visoke gostote, nizkega tališča, duktilnosti in relativne odpornosti na oksidacijo je svinec zelo uporaben. Zaradi omenjenih lastnosti, relativne pogostosti v naravi in nizke cene se na široko uporablja v gradbeništvu in proizvodnji cevi, baterij, krogel in šiber, uteži, spajk, posode, zlitin, belih pigmentov, osvinčenega bencina in zaščit pred sevanjem. 
V poznem 19. stoletju so prepoznali njegovo toksičnost in ga začeli postopoma opuščati. V nekaj državah so kljub temu še vedno v prodaji proizvodi, ki vsebujejo svinec, vključno z nekaterimi zaščitnimi premazi, kroglami in šibrami. Svinec je nevrotoksin, ki se kopiči v mehkih tkivih in kosteh, poškoduje živčni sistem, moti delovanje bioloških encimov in povzroča nevrološke motnje, kot so možganske poškodbe in vedenjske težave.
V Sloveniji je več stoletij nepretrgoma deloval rudnik svinca Mežica, ki je na vrhuncu prispeval 1 % svetovne proizvodnje. Pridobivanje rude je zaradi izčrpanih zalog od leta 1993 ustavljeno, rudnik pa sedaj služi v turistične namene.

## Fizikalne lastnosti

### Lastnosti atoma
Atom svinca ima 82 elektronov z elektronsko konfiguracijo [Xe]4f145d106s26p2. Vsota njegove prve in druge ionizacijske energije, se pravi energija, potrebna za odstranitev obeh 6p elektronov, je skoraj enaka vsoti energij kositra, svinčevega gornjega soseda v ogljikovi skupini. Pojav je nenavaden, ker ionizacijske energije po skupini padajo zaradi večje oddaljenosti elektronov od jedra in večjega ščitenja nižjih orbital.
Podobnost ionizacijskih energij svinca in kositra povzroča lantanoidna kontrakcija – zmanjševanje ionskih polmerov elementov od lantana (vrstno število 57) do lutecija (71) in relativno majhni ionski polmeri elementov od hafnija (72) navzgor. Pojav je posledica šibkega ščitenja jedra elektronov 4f. Vsota prvih štirih ionizacijskih energij svinca je višja od ustreznih energij kositra, kar je v nasprotju s trendi, ki bi jih sicer napovedali iz periodnega sistema elementov. K takšnemu obnašanju pripomorejo relativistični kvantni učinki, ki postanejo izraziti v težjih atomih. Eden od takšnih učinkov je učinek inertnega para elektronov: elektroni 6s postanejo nenaklonjeni sodelovanju v tvorbi vezi, kar povzroči nenavadno velike razdalje med atomi v kristalu svinca.
Elementi ogljikove skupine z manjšim vrstnim številom od svinca tvorijo stabilne ali metastabilne alotrope s tetraedrično koordiniranimi in kovalentno vezanimi diamantnimi kubičnimi strukturami. Energijski nivoji njihovih zunanjih s- in p- orbital so dovolj blizu, da omogočajo mešanje v štiri hibridne sp3 orbitale. V svincu inertni elektronski par poveča razdaljo med njegovimi s- in p- orbitalami, energija, ki se sprosti po hibridizaciji, pa ni dovolj velika, da bi premagala nastalo vrzel. Namesto da bi tvoril diamantno kubično strukturo, svinec tvori kovinske vezi, v katerih so dislocirani samo p-elektroni, ki si jih delijo Pb2+ ioni. Svinec ima posledično strukturo ploskovno centrirane kocke podobne velikosti, kot jih imata dvovalentni kovini kalcij in stroncij.

### Lastnosti kovine
Svinec ima na svežem prerezu svetel, srebrn videz z modrim odtenkom. Ob stiku z vlažnim zrakom hitro potemni in izgubi sijaj. Je kovna in duktilna kovina z visoko gostoto in zaradi pasivacije zelo odporna proti koroziji.
Njegova visoka gostota (11,34 g/cm3) je posledica kristalne strukture – gosto pakirane ploskovno centrirane kocke in visoke molekulske mase. Gostota je višja od gostote drugih običajnih kovin, kot so železo (7,87 g/cm3), baker (8,93 g/cm3) in cink (7,14 g/cm3). Gostejših je samo nekaj kovin: volfram in zlato (oba 19,3 g/cm3) in osmij, ki je z gostoto 22,59 g/cm3 najgostejša znana kovina. Njegova gostota je skoraj dvakrat višja od gostote svinca.
Njegov videz in gostota sta našla pot tudi v naš vsakdanji jezik v izrazih svinčen obraz, svinčeno nebo, svinčen molk, svinčena tišina, svinčene noge in drugih.
Svinec je zelo mehka kovina z Mohsovo trdoto 1,5 in se lahko razi z nohtom. Je dobro koven in dokaj duktilen. Stisljivostni modul svinca (merilo, kako lahko se kovina komprimira) je 45,8 GPa, aluminija 75,2 GPa, bakra 137,8 GPa in mehkega jekla 160–169 GPa. Natezna trdnost svinca je majhna – 12–17 MPa. Natezna trdnost aluminija je 6-krat višja, bakra 10-krat višja in mehkega jekla 15-krat višja od svinčeve. Natezna trdnost svinca se lahko poveča z majhnimi dodatki bakra ali antimona.
Tališče svinca je zelo nizko (327,5 °C) v primerjavi z drugimi kovinami. Vrelišče svinca je 1749 °C in je najnižje med kovinami iz ogljikove skupine. Specifična električna upornost svinca pri 20 °C je 192 nΩ•m in je skoraj red velikosti višja od upornosti drugih industrijskih kovin (baker 15,43 nΩ•m, zlato 20,51 nΩ•m in aluminij 24,15 nΩ•m). Svinec je pri temperaturah pod 7,19 K superprevodnik. Ta temperatura je najvišja kritična temperatura superprevodnikov tipa 1 in tretja najvišja kritična temperatura elementarnih superprevodnikov.

### Izotopi
Naravni svinec vsebuje štiri stabilne izotope z masnimi števili 204, 206, 207 in 208 in sledove petih kratkoživih radioizotopov. Visoko število izotopov je skladno s svinčevim parnim vrstnim številom. Svinec ima magično število protonov (82), za katero model jedrskih lupin natančno predvideva posebno stabilna jedra. Svinec 208 ima 126 nevtronov, ki je tudi magično število. Obe števili lahko razložita, zakaj je svinec 208 izjemno stabilen.
Svinec je najtežji element s stabilnimi naravnimi izotopi in najtežjim stabilnim jedrom. To lastnost so v preteklosti pripisovali bizmutu (vrstno število 83), dokler niso leta 2003 odkrili, da njegov izotop 209Bi zelo počasi razpada. Štirje stabilni izotopi svinca bi bili teoretično podvrženi alfa razpadu v izotope živega srebra, kar do zdaj še ni bilo ugotovljeno. Njihova napovedana razpolovna doba bi bila na območju 1035 do 10189 let, kar je najmanj 1025 krat več od starosti vesolja.
Trije glavni stabilni svinčevi izotopi so prisotni v treh od štirih glavnih razpadnih verig: izotopi 206, 207 in 208 so končni razpadni produkti urana-238, urana-235 oziroma torija-232. Te razpadne verige se imenujejo uranova, aktinijeva in torijeva veriga. Vsebnost izotopov v naravni kamnini je odvisna predvsem od vsebnosti starševskih uranovih in torijevih izotopov. Primer: relativna vsebnost svinca-208 se lahko giblje od 52% v normalnih vzorcih do 90% v torijevih rudah, zato se standardna atomska masa svinca lahko podaja samo na eno decimalno mesto natančno. Razmerje izotopov 206 in 207 proti izotopu 204 postopoma narašča, ker prva dva še vedno nastajata z radioaktivnim razpadom težjih elementov, izotop 204 pa ne. Pojav omogoča radioaktivno datiranje svinec-svinec. Ker uran razpada v svinec, se njuna relativna vsebnost spreminja in pomeni osnovo za datiranje uran-svinec. Svinec-207 kaže jedrsko magnetno resonanco, lastnost, ki je bila uporabljena za preučevanje njegovih spojin v raztopini in trdnem stanju in celo v človeškem telesu.
Poleg stabilnih izotopov, ki tvorijo skoraj ves naravni svinec, obstajajo tudi sledi nekaj radioizotopov. Eden od njih je svinec-210, ki ima razpolovno dobo samo 22,3 leta. V naravi se kljub temu pojavlja v majhnih količinah, ker nastaja v dolgi razpadni verigi, ki se začne z uranom-238, ki je na Zemlji prisoten že več milijard let. Svinec-211, -212 in -214 se pojavljajo v razpadnih verigah urana-235, torija-232 oziroma urana-238, zato so v naravi v sledeh prisotni vsi trije. Minutne sledi svinca-209 nastajajo v zelo redkem klasterskem razpadu radija-223, enega od hčerinskih produktov naravnega urana-235, in v razpadni verigi neptunija-237. Sledovi slednjega nastajajo z lovljenjem nevtronov v uranovih rudah. Posebej uporaben je svinec-210, s katerim se ugotavlja starost vzorcev z merjenjem razmerja med njim in svincem-206. Oba izotopa sta prisotna v isti razpadni verigi.
V celoti je bilo sintetiziranih 43 svinčevih izotopov z masnimi števili 178 do 220. Najbolj stabilen radioizotop je svinec-205 z razpolovno dobo okoli 1,73×107 let. Drugi najbolj stabilen je svinec-202 z razpolovno dobo 52.500 let. Razpolovna doba je daljša od razpolovnih dob vseh drugih radioizotopov. 

## Kemija
Svinec v vlažnem zraku tvori zaščitni sloj z različno sestavo. Sloj občajno sestavlja svinčev(II) karbonat. V mestnih in obmorskih okoljih sta v sloju lahko prisotna tudi sulfat in klorid. Zaščitni sloj učinkovito ščiti notranjost kovine pred vplivi ozračja. Fino uprašen svinec je piroforen in zgori z modrikasto belim plamenom.
Fluor reagira s svincem pri sobni temperaturi in tvori svinčev(II) fluorid. Podobna je reakcija s klorom, vendar je zanjo potrebno segrevanje, ker sloj klorida na površini svinca zmanjša reaktivnost elementov. Raztaljen svinec reagira s halkogeni in tvori svinčeve(II) halkogenide.
Kovinski svinec je odporen proti žveplovi in fosforjevi kislini, proti klorovodikovi in dušikovi kislini pa ne. Netopnost je posledica pasivacije površine z nastalimi solmi. Organske kisline, kot je ocetna kislina, raztapljajo svinec v prisotnosti kisika. Koncentrirane alkalije svinec raztapljajo in tvorijo plumbite.

### Anorganske spojine
Svinec ima dve glavni oksidacijski stanji: +4 in +2. Za ogljikovo skupino je značilno štirivalentno stanje. Dvovalentno stanje ogljika in silicija je redko, germanija manj redko, kositra pomembnejše, a ne prevladujoče in pomembnejše od obeh valenčnih stanj svinca. Pojav se pripisuje relativističnim učinkom, zlasti učinku inertnega elektronskega para, ki se manifestira pri veliki razliki elektronegativnosti med svincem in oksidnimi, halidnimi ali nitridnimi ioni in privede do značilnega pozitivnega naboja na svincu. Rezultat je močnejša kontrakcija svinčeve 6s orbitale v primerjavi s 6p orbitalo, ki s tem postane manj aktivna v ionskih spojinah. Inertni par elektronov je manj uporaben za spojine, v katerih svinec tvori kovalentno vez z elementi s podobno elektronegativnostjo, kot so na primer svinčeve organske spojine. V teh spojinah ostaneta velikosti 6s in 6p orbital podobni, tako da je sp3 hibridizacija še vedno energijsko ugodna. V takšnih spojinah je svinec, tako kot ogljik, predvsem štirivalenten.
Med elektronegativnostima svinca(II) (1,87) in svinca(IV) (2,33) je relativno velika razlika in pomeni obrat trenda naraščanja stabilnosti oksidacijskega stanja +4 po ogljikovi skupini navzdol. Kositer, za primerjavo, ima vrednosti 1,80 v oksidacijskem stanju +2 in 1,96 v oksidacijskem stanju +4.

#### Svinec(II)
Svinčeve(II) spojine so značilne za anorgansko kemijo svinca. Tudi najmočnejši oksidanti, kot sta fluor in klor, reagirata s svincem samo do PbF2 in PbCl2. Svinčevi(II) ioni so v raztopinah praviloma brezbarvni in delno hidrolizirajo in tvorijo Pb(OH)+ in nazadnje [Pb4(OH)4]4+ ione. V slednjih delujejo hidroksilni ioni kot premostitveni ligand. Svinčevi(II) ioni niso reducenti kot na primer kositrovi(II) ioni. Tehnike določanja Pb2+ iona v vodi so običajno povezane z obarjanjem PbCl2 z razredčeno klorovodikovo kislino. Ker je PbCl2 delno topen v vodi, se obarjenje v razredčenih raztopinah doseže s prepihavanjem raztopine z vodikovim sulfidom (H2S).
Svinčev(II) oksid (PbO) ima dva polimorfa: litargit (α-PbO, rdeč) in masikot (β-PbO, rumen). Slednji je stabilen samo pri temperaturah nad 488 °C. Litargit je najpogosteje uporabljena anorganska spojina svinca. Svinčev(II) hidroksid ne obstaja, ker naraščanje pH vodnih raztopin svinčevih(II) spojin vodi do hidrolize in kondenzacije. Svinec običajno reagira s težjimi halkogeni. Svinčev sulfid (PbS) je polprevodnik, fotoprevodnik in izredno občutljiv detektor infrardečega sevanja. Druga dva halkogenida, svinčev selenid (PbSe) in svinčev telurid (PbTe) sta prav tako fotoprevodnika. Halkogenidi so nenavadni, ker postaja njihova barva po skupini navzdol svetlejša.
Znani so vsi svinčevi dihalogenidi, vključno z diastatidom (PbAt2). Obstajajo tudi mešani dihalogenidi, kot je PbFCl. Relativna netopnost slednjih daje koristno podlago za gravimetrično določanje fluora. Difluorid je bil prva trdna prevodna ionska spojina, ki jo je leta 1834 odkril Michael Faraday. Drugi dihalogenidi se ob izpostavljenosti ultravijolični ali vidni svetlobi razgradijo, zlasti dijodid. Znanih je tudi veliko svinčevih(II) psevdohalidov, kot so cianid, cianat in tiocianat. Svinec (II) tvori široko paleto halogenidnih koordinacijskih kompleksov, kot so [PbCl4]2−, [PbCl6]4− in verižni anion [Pb2Cl9]n5n−.
Svinčev(II) sulfat je netopen v vodi, podobno kot sulfati drugih težkih dvovalentnih anionov. Svinčev(II) nitrat in svinčev(II) acetat sta zelo dobro topna v vodi, kar se izkorišča za sintezo drugih svinčevih spojin.

#### Svinec(IV)
Znanih je nekaj anorganskih spojin svinca(IV). Nastajajo samo v zelo oksidativnih raztopinah in pri normalnih pogojih niso obstojne. Svinčev(II) oksid pri nadaljnji oksidaciji prehaja v Pb3O4. Slednji je opisan kot svinčev(II,IV) oksid ali strukturno 2PbO•PbO2 in je najbolj znana svinčeva spojina z mešanima valencama. Svinčev(IV) oksid (PbO2) je močan oksidant, ki lahko oksidira klorovodikovo kislino v elementarni klor. V reakciji najprej nastane pričakovani nestabilni PbCl4, ki spontano razpade na PbCl2 in Cl2. Analogno s svinčevim(II) oksidom lahko tudi svinčev(IV) oksid tvori plumbatne anione. Svinčev disulfid (PbS2) in svinčev diselenid (PbSe2) sta stabilna samo pri visokih pritiskih. Svinčev tetrafluorid (PbF4), rumen kristalen prah, je stabilen, vendar manj kot difluorid (PbF2). Svinčev tetraklorid (PbCl4) je rumeno olje, ki razpade že pri sobni temperaturi. Še manj stabilen je svinčev tetrabromid (PbBr4), obstoj svinčevega tetrajodida (PbI4) pa je vprašljiv.

#### Druga oksidacijska stanja
Nekaj svinčevih spojin obstaja tudi v drugih oksidacijskih stanjih. Svinec(III) lahko nastane kot vmesni produkt med svincem(II) in svincem(IV) v večjih svinčevih organskih kompleksih. To oksidacijsko stanje ni stabilno, ker so tako ioni svinca(III) kot večji kompleksi, ki ga vsebujejo, radikali. Isto velja za svinec(II), ki se nahaja v podobnih radikalih.
Znanih je več mešanih svinčevih(II,IV) oksidov. Če se PbO2 segreva na zraku, pri 293 °C nastane Pb12O19, pri 351 °C Pb12O17, pri 374 °C Pb3O4 in nazadnje pri 605 °C PbO. Pri visokih tlakih lahko nastane Pb2O3 in več nestehiometričnih faz. Mnoge od njih imajo defektne fluoritne strukture, v katerih je nekaj atomov kisika zamenjanih s prazninami. Šteje se, da ima takšno strukturo PbO, v katerem vsak drug sloj kisika manjka.
Negativna oksidacijska stanja se lahko pojavijo v Zintlovih fazah.

### Organski svinec
Svinec lahko tvori polimerne verige, podobno kot njegovi lažji homologi v ogljikovi skupini. Sposobnost tvorjenja je mnogo manjša kot na primer pri ogljiku, ker je vezna entalpija vezi Pb-Pb več kot tri in pol krat manjša od vezi C-C. Veriga, povezana s kovinskimi vezmi, lahko vsebuje do tri člene. Podobne spojine lahko tvori tudi z ogljikom, vendar so na splošno manj stabilne kot tipične organske spojine, ker je vez Pb-C precej šibka. Organska kemija svinca je zato mnogo manj obsežna kot na primer kositra. V organskih spojinah prevladuje svinec(IV), tudi takrat, ko v reakcije vstopa kot svinec(II). Znanih je zelo malo organskih spojin s svincem(II). Najbolj znani izjemi sta Pb[CH(SiMe3)2]2 in Pb(η5-C5H5)2.
Svinčev analog najenostavnejše organske spojine, metana, je plumban PbH4, ki lahko nastane v reakciji elementarnega svinca z atomarnim vodikom. Najbolj znani enostavni organski svinčevi spojini sta tertametilsvinec in tetraetilsvinec. Obe sta relativno stabilni. Tetraetilsvinec razpade šele med segrevanjem ali pod vplivom vidne in ultravijolične svetlobe. Svinec s kovinskim natrijem zlahka tvori ekvimolarno zlitino, ki reagira z alkil halidi v organske kovinske spojine, na primer tetraetilsvinec. Oksidacijske lastnosti številnih svinčevih organskih spojin se s pridom izkoriščajo: svinčev tetraacetat je pomemben laboratorijski reagent za oksidacije v organskih sintezah. Tetraetilsvinec, ki se je nekoč dodajal bencinu kot antidetonator, se je proizvajal v večjih količinah kot katera koli druga organska kovinska spojina. Druge svinčeve organske spojine so kemično manj obstojne. Za mnoge organske spojine svinčev analog ne obstaja.

## Izvor in nahajališča
| Vrstno število | Element     | Relativna količina |
| -------------- | ----------- | ------------------ |
| 42             | Molibden    | 0,798              |
| 46             | Paladij     | 0,440              |
| 50             | Kositer     | 1.146              |
| 78             | Platina     | 0,417              |
| 80             | Živo srebro | 0,127              |
| 82             | Svinec      | 1                  |
| 90             | Torij       | 0,011              |
| 92             | Uran        | 0,003              |

### V vesolju
Delež delcev svinca v Osončju je 1,121 ppb (število delcev na milijardo delcev). Delež je dva in pol krat večji od deleža platine, osem krat večji od deleža živega srebra in sedemnajst krat večji od deleža zlata. Količina svinca v Osončju počasi narašča, ker vsi težji (in nestabilni) atomi postopoma razpadejo v svinec. Delež svinca v Osončju se je od njegovega nastanka pred 4,5 milijarde let povečala za okoli 0,75%. Deleži elementov v Osončju kažejo, da je svinec kljub svojemu relativno velikemu vrstnemu številu bolj zastopan kot večina drugih elementov z vrstnimi števili, večjimi od 40.
Prvobitni svinec so tvorili izotopi svinec-204, svinec-206, svinec-207 in svinec-208, ki so nastali večinoma kot rezultat ponavljajočih se ujetij nevtronov, ki se dogajajo v zvezdah. Glavni obliki ujetij sta procesa s in r.
V procesih s (iz angleškega slow – počasen) lahko med dvema ujetjema poteče več let ali desetletij, kar omogoči razpad β manj stabilnih jeder. Stabilno jedro talija-203 lahko ujame nevtron in postane talij-204; nevtron slednjega z razpadom β odda elektron in se pretvori v proton, pri čemer nastane stabilni svinec-204. Slednji z ujetjem še enega nevtrona postane radioaktivni svinec-205 z razpolovno dobo okoli 15 milijonov let. Z ujetjem naslednjih nevtronov nastajajo izotopi svinec-206, svinec-207 in svinec-208. Slednji z ujetjem še enega nevtrona postane svinec-209, ki hitro razpade v bizmut-210, ta z razpadom β v polonij-210, ta pa z razpadom α v svinec-206. Ciklus se torej konča s svincem-206, svincem-207, svincem-208 in bizmutom-209.
V procesih r (iz angleškega rapid – hiter) se ujetja dogajajo hitreje od razpadov jeder. To se dogaja v okoljih z visoko gostoto nevtronov, na primer v supernovah in zlitju dveh nevtronskih zvezd. Gostota toka nevtronov mora biti reda velikosti 1022 nevtronov na kvadratni centimeter na sekundo. V tem procesu nastaja manj svinca kot v procesih s. Proces teži k ustavitvi, ko število nevtronov v jedru doseže vrednost 126. V tem stanju so nevtroni v atomskem jedru urejeni v popolnih orbitalah, tako da je energijsko bolj ugodno ureditev težko doseči. Če se tok elektronov nadaljuje, se jedra z razpadom β pretvorijo v bolj stabilne izotope osmija, iridija in platine.

### Na Zemlji
Svinec se po Goldschmidtovi klasifikaciji uvršča med halkofile, se pravi, da se na splošno pojavlja kot spojina z žveplom. Samorodni kovinski svinec je v naravi redek. Veliko svinčevih mineralov je relativno svetlih in so v celi Zemljini zgodovini ostali v njeni skorji in niso potonili globlje v Zemljino notranjost. Svinec je zato v Zemljini skorji relativno pogost. Njegova vsebnost znaša 14 ppm in je 38. najbolj pogosti element v Zemljini skorji.
Glavni svinčev mineral je galenit (PbS), ki najpogosteje spremlja cinkove rude. Večina drugih svinčevih mineralov je nekako sorodnih galenitu. Boulangerit (Pb5Sb4S11) je mešani sulfid, ki je nastal iz galenita. Anglezit (PbSO4) je produkt oksidacije galenita. Ceruzit (PbCO3) ali bela svinčeva ruda je razpadni produkt galenita. Pogoste nečistoče v svinčevih mineralih so arzen, kositer, srebro, zlato, baker in bizmut.
Svetovne zaloge svinca presegajo dve milijardi ton. Največja nahajališča svinčevih rud so v Avstraliji, Kitajski, Irski, Mehiki, Peruju, Portugalski, Rusiji in Združenih državah Amerike. Svetovne rezerve rude, primerne za gospodarno izkoriščanje, so bile leta 2016 ocenjene na 88 milijonov ton, od tega v Avstraliji 35 milijonov, Kitajski 17 milijonov in Rusiji 6,4 milijona ton.
Tipične koncentracije svinca v ozadju v ozračju ne presegajo 0,1 μg/m3, v tleh 100 mg/kg in 5 μg/L v sladki in morski vodi.

## Zgodovina

### Prazgodovina in zgodnja zgodovina
V Mali Aziji so odkrili svinčene kroglice iz obdobja 7000–6500 pr. n. št., ki bi lahko bile prvi primer ulivanja kovin. Takrat je imel svinec zaradi mehkosti in dolgočasnega videza zelo malo aplikacij, če sploh kakšno. Glavni razlog za širjenje proizvodnje svinca je bila njegova povezanost s srebrom, ki so ga pridobivali z žganjem svinčevega minerala galenita. Stari Egipčani so bili prvi, ki so začeli svinčeve minerale uporabljali v kozmetiki. Navada se je iz Egipta razširila v antično Grčijo in še naprej. Egipčani so svinec uporabljali tudi za obtežitev ribiških mrež, glazure, steklo, emajle in okraske. Različne civilizacije iz Rodovitnega polmeseca so svinec uporabljale kot material za pisanje, denar in gradbeni material. Na starodavnem kitajskem dvoru so ga uporabljali kot poživilo, valuto in kontracepcijsko sredstvo. Civilizacije v dolini Inda in Srednji Ameriki so uporabljale svinec za izdelavo amuletov, vzhodnoafriška in južnoafriška ljudstva pa za vlečenje žice.

### Klasično obdobje
Zaradi vse večjih potreb po srebru za nakit in denar so začeli v Mali Aziji od leta 3000 pr. n. št., na egejskih otokih in Lavrionu (južna Atika, Grčija) pa nekoliko kasneje, iskati in izkoriščati nahajališča svinca. Te tri regije so približno do leta 1200 pr. n. št. prevladovale v proizvodnji svinca. Feničani so približno od leta 2000 pr. n. št. izkoriščali nahajališča na Iberskem polotoku. Do leta 1600 pr. n. št. so začeli svinec rudariti tudi na Cipru, v Grčiji in na Sardiniji.
Rimsko cesarstvo je s širitvijo v Evropo in na celo Sredozemlje ter razvojem rudarstva postalo največji proizvajalec svinca v klasičnem obdobju. Ocenjuje se, da je letna proizvodnja na višku znašala okoli 80.000 ton. Večina svinca je bila stranski produkt pri pridobivanju srebra. Rudarjenje se je začelo tudi v Srednji Evropi, Britaniji, Balkanu, Grčiji, Anatoliji in Hispaniji. Slednja je proizvedla 40% svetovna proizvodnje.
Svinčene tablice so se pogosto uporabljale za pisanje pisem. V starodavni Judeji so se za pokopavanje pokojnih uporabljale svinčene krste, ulite v peščenih kalupih z različnimi motivi. Svinec se je od 5. stoletja pr. n. št. uporabljal za izdelavo pračarskih krogel. V rimskih časih so bile krogle učinkovite na razdaljah od 100 do 150 m. V kartažanski in rimski vojski so po dometu in natančnosti sloveli pračarji z Balearov.
V Rimskem cesarstvu se je svinec uporabljal za izdelavo vodovodnih cevi, ker se zlahka obdeluje in je korozijsko obstojen, v farmaciji, za prekrivanje streh, kot denar in v vojskovanju. Pisci tistega časa, med njimi Katon Starejši, Kolumela in Plinij Starejši, so priporočali svinčene ali s svincem prevlečene posode za pripravo sladil in konzervansov za vino in živila. Svinec je dal jedem prijeten priokus zaradi tvorbe "svinčevega sladkorja" (svinčev(II) acetat), medtem ko so bakrene in bronaste posode dajale grenak priokus zaradi tvorbe bakrovih soli.
Rimski pisec Vitruvij je pisal, da svinec ogroža zdravje. Nekateri sodobni avtorji domnevajo, da je zastrupljenost s svincem pomembno pripomogla k propadu Rimskega cesarstva. Drugi avtorji se s temi trditvami ne strinjajo in poudarjajo na primer to, da vseh bolečin v trebuhu ne povzroča zastrupitev s svincem. Arheološke raziskave so pokazale, da so rimske svinčene cevi zvišale vsebnost svinca v pitni vodi, vendar ne do te mere, "da bi bil resnično nevaren". Žrtve resničnih zastrupitev s svincem so Rimljani zaničljivo in cinično imenovali "saturnini" po demonskem očetu bogov Saturnu. V tej zvezi je svinec veljal za očeta vseh kovin, sicer pa ni bil cenjen, ker je bil zelo dostopen in poceni.

#### Zmeda s kositrom in antimonom
V klasičnem obdobju in celo do 17. stoletja kositra in svinca pogosto niso razlikovali. Rimljani so svinec imenovali plumbum nigrum (črni svinec), kositer pa plumbum candidum (svetli svinec). Podobno se je dogajalo tudi drugod: v češkem jeziku olovo pomeni svinec, v ruskem pa ista beseda (олово) pomeni kositer. Zmeda postane popolna, ker je svinec zelo soroden antimonu. Oba elementa se v naravi pojavljata kot sulfida (galenit in stibnit), pogosto celo skupaj. Plinij je napačno zapisal, da se z iz stibnita s segrevanjem pridobi svinec in ne antimon. V Turčiji in Indiji izvirno perzijsko ime surma lahko pomeni antimonov ali svinčev sulfid, medtem ko v Rusiji surma (сурьма) pomeni antimon.

### Srednji vek in renesansa
Rudarjenje svinca v Zahodni Evropi je po padcu Zahodnega Rimskega cesarstva začelo upadati. Edini pomembni proizvajalec je ostala arabska Iberija. Največ svinca so proizvajali v južni in vzhodni Aziji, predvsem v Indiji in na Kitajskem, kjer je proizvodnja hitro rasla. 
Proizvodnja svinca v Evropi je začela ponovno naraščati v 11. in 12. stoletju, ko se je ponovno uporabljal za pokrivanje streh in cevovodov. V 13. stoletju se je začel uporabljati v proizvodnji obarvanega stekla. V tradicionalni evropski in arabski alkimiji (v Evropi so ga označevali s simbolom , Saturn) se je štel za nečisto bazično kovino, ki se lahko z ločevanjem, prečiščevanjem in uravnovešenjem njegovih sestavnih esenc pretvori v čisto in neoporečno zlato. V tem času se je vedno bolj uporabljal za ponarejanje vina. Raba takšnega vina v krščanskem obredju je bila leta 1498 prepovedana s papeževo bulo, vino pa se je kljub temu še naprej ponarejalo in do poznega 18. stoletja povzročalo množične zastrupitve. Po Gutenbergovem izumu tiskarske stiskalnice okoli leta 1440 je svinec postal pomembna surovina za tiskarske črke in med tiskarji povzročal zastrupitve. Približno takrat so izumili tudi strelno orožje in svinec je postal glavna surovina za izdelavo krogel, čeprav je bil dražji od železa. Manj je poškodoval železne cevi orožij, zaradi visoke gostote dlje obdržal hitrost izstrelka, zaradi nizkega tališča pa se je lahko ulival že na ognju. Svinec kot beneško belilo, znano tudi kot Saturnovi duhovi, je evropska aristokracija na široko uporabljala kot kozmetično sredstvo za beljenje obraza. Bel obraz se je štel za znak skromnosti. Navada se je razširila na beljenje lasulj in trepalnic in se končala šele po francoski revoluciji v poznem 18. stoletju. Podobna navada se je s pojavom gejš v 18. stoletju razširila tudi na Japonskem in se nadaljevala še dolgo v 20. stoletje. Bela barva obraza je postala simbol ženskosti japonskih gospa. Belila so običajno vsebovala svinec.

### Svinec izven Evrope in Azije
V Novem svetu se je proizvodnja svinca začela kmalu po prihodu evropskih naseljencev. Najzgodnejša dokumentirana proizvodnja se je začela leta 1621 v angleški koloniji Virginiji, štirinajst let po njeni ustanovitvi. V Avstraliji je bil prvi rudnik na kontinentu prav rudnik svinca, ki so ga odprli leta 1841. V Afriki je bilo znano rudarjenje in pridobivanje svinca v Benue Trough v južnem bazenu Konga. Svinec so od 17. stoletja izvažali v Evropo in ga uporabljali za denar.

### Industrijska revolucija
V drugi polovici 18. stoletja so Velika Britanija in kasneje celinska Evropa in Združene države Amerike doživele industrijsko revolucijo. V tem obdobju je proizvodnje svinca prvič presegla rimsko. Vodilni proizvajalec je bila Velika Britanija, vendar je z razvojem rudnikov v Nemčiji, Španiji in Združenih državah Amerike sredi 19. stoletja ta status izgubila. Do leta 1900 so vodilno vlogo v svetovni proizvodnji svinca prevzele Združene države Amerike, proizvodnjo pa so povečevale tudi Kanada, Mehika in Avstralija. Proizvodnja svinca zunaj Evrope je presegla proizvodnjo v njej. Velik delež povpraševanja po svincu so predstavljale vodovodne napeljave in barvni premazi s svinčevimi pigmenti. V tem času je bilo vedno več ljudi, predvsem delavcev, izpostavljenih zastrupitvam s težkimi kovinami in svincem. To je privedlo do raziskav učinkov uživanja svinca in dokazov, da je svinec v obliki par bolj nevaren kot trdna kovina. Odkrili so tudi povezave med zastrupitvami s svincem in protinom: britanski zdravnik Alfred Baring Garrod je ugotovil, da je bila tretjina njegovih bolnikov s protinom vodovodarjev in pleskarjev. V 19. stoletju so preučevali tudi učinke kroničnega uživanja svinca, vključno z duševnimi motnjami. Prvi zakoni, namenjeni zmanjšanju zastrupitev s svincem v tovarnah, so bili sprejeti v 70. in 80. letih 19. stoletja v Združenem kraljestvu. 

### Moderna doba
Še več dokazov o nevarnosti svinca za zdravje ljudi so bili odkriti konec 19. in v začetku 20. stoletja. Bolje so razumeli mehanizme delovanja, dokumentirali svinčevo slepoto in v Evropi in Združenih državah Amerike postopoma opustili njegovo rabo. Združeno kraljestvo je leta 1878 uvedlo obvezne preglede tovarn in leta 1898 imenovalo prvega zdravstvenega inšpektorja tovarn; posledično so poročali o 25-kratnem zmanjšanju števila zastrupitev s svincem v letih 1900 do 1944. Večina evropskih držav je do leta 1930 prepovedala rabo svinčevih premazov za notranje prostore, ki so se uporabljali predvsem zaradi neprosojnosti in vodoodpornosti.
Zadnja velika izpostavljenost ljudi svincu je bila dodajanje tetraetil-svinca bencinu kot sredstvo proti klenkanju. Dodajati so ga začeli leta 1921 v Združenih državah Amerike. V Evropski skupnosti so ga postopoma ukinili do leta 2000.
V 70. letih 20. stoletja so zahodnoevropske države in ZDA uvedle zakonodajo za zmanjšanje onesnaženosti zraka s svincem. Študije, ki so jih v letih 1976-1980 v ZDA opravili Centri za nadzor javnega zdravja, so pokazale, da je imelo 77,8% prebivalcev povišane ravni svinca v krvi. Raziskave istih institucij v letih 1991–1994 so pokazale, da se je njihov delež zmanjšal na 2,2%. Do konca 20. stoletja je glavni proizvod iz svinca ostal svinčev akumulator.
Od leta 1960 do 1990 se je proizvodnja svinca v Zahodnem bloku povečala za približno 31%. Delež svetovne proizvodnje svinca v Vzhodnem bloku se je od leta 1950 do 1990 povečal z 10% na 30%. Največja svetovna proizvajalka svinca je bila Sovjetska zveza. Kitajska je začela masovno proizvajati svinec v poznem 20. stoletju in leta 2004 presegla proizvodnjo v Avstraliji. Tako kot v času evropske industrializacije je svinec negativno vplival na zdravje ljudi tudi na Kitajskem.

## Proizvodnja
| Država               | Proizvodnja (1000 ton) |
| -------------------- | ---------------------- |
| align="right"\|2.400 |                        |
| align="right"\|500   |                        |
| align="right"\|335   |                        |
| align="right"\|310   |                        |
| align="right"\|250   |                        |
| align="right"\|225   |                        |
| align="right"\|135   |                        |
| align="right"\|80    |                        |
| align="right"\|76    |                        |
| align="right"\|75    |                        |
| align="right"\|41    |                        |
| align="right"\|41    |                        |
| align="right"\|40    |                        |
| align="right"\|40    |                        |
| align="right"\|35    |                        |
| align="right"\|33    |                        |
| align="right"\|33    |                        |
| align="right"\|170   |                        |

Svetovna proizvodnja svinca od leta 2014 narašča po vsem svetu predvsem zaradi njegove uporabe v svinčevih akumulatorjih.
Obstajata dve glavni kategoriji proizvodnje: primarna iz pridobljenih rud in sekundarna iz odpadkov. Leta 2014 je svetovna primarna proizvodnja znašala 4,58 milijona ton, sekundarna pa 5,64 milijona ton. Trije največji proizvajalci primarnega svinčevega koncentrata v tistem letu so bili Kitajska, Avstralija in ZDA. Tri največje proizvajalke rafiniranega svinca so bile Kitajska, ZDA in Indija. Po poročilu Mednarodnega odbora za vire in zaloge kovin v svetu iz leta 2010 je skupna količina svinca v uporabi, zalogah, odpadu ali razpršena v okolje na svetovni ravni 8 kg na prebivalca. Večina svinca je v bolj razvitih državah (20–150 kg na prebivalca), medtem ko je v manj razvitih državah mnogo manjša (1–4 kg na prebivalca).
Postopki v primarni in sekundarni proizvodnje svinca so različni. Nekateri primarni proizvodni obrati zdaj svoje dejavnosti dopolnjujejo z odpadnim svincem. Ta trend se bo v prihodnosti verjetno še povečal. Svinec iz sekundarne proizvodnje se z ustrezno obdelavo ne razlikuje od svinca, pridobljenega s primarnimi postopki. Odpadni svinec iz gradbeništva je po navadi dokaj čist in se samo stali in samo včasih potrebuje dodatno obdelavo. Sekundarna proizvodnja svinca je zaradi manjše porabe energije cenejša od primarne proizvodnje, pogosto za 50% ali več.

### Primarna proizvodnja
V zemeljski skorji je približno 0,002% svinca. Svinčeve rude so običajno pomešane s cinkovimi, bakrovimi in srebrovimi rudami. Najpomembnejše svinčeve rude so galenit (PbS, 86% svinca), ceruzit (PbCO3) in anglezit (PbSO4). 
Večina svinčevih rud ima majhno vsebnost svinca (bogate običajno 3–8%), zato jih je treba najprej obogatiti. Rude se zdrobijo, zmeljejo, flotirajo in sušijo. Tako pridobljeni koncentrat, ki vsebuje 30–80% svinca, običajno 50–60%, se zatem predela v surovi kovinski svinec.
Proizvodnja svinca iz koncentrata lahko poteka po dvostopenjskem postopku, ki vključuje praženje in redukcijo, ki potekata v ločenih napravah, ali po enostopenjskem postopku, ki poteka v eni napravi. Prevladuje enostopenjski postopek, vendar je dvostopenjski še vedno pomemben.

#### Dvostopenjski postopek
Svinčev koncentrat se najprej spraži na zraku, da se svinčev sulfid oksidira v oksid:
2 PbS(s) + 3 O2(g) → 2 PbO(s) + 2 SO2(g)↑
Ker koncentrat ni čist sulfid, pri praženju ne nastane samo želeni svinčev(II) oksid, ampak mešanica oksidov, sulfatov in silikatov svinca in drugih kovin, ki jih vsebuje ruda. Nečisti svinčev(II) oksid se zatem v visoki peči reducira s koksom v surovo kovino:
2 PbO(s) + C(s) → 2 Pb(s) + CO2(g)↑
Nečistoče so večinoma arzen, antimon, bizmut, cink, baker, srebro in zlato, ki se odstranijo s pirometalurškimi postopki. Talina se v plamenski peči obdela z zrakom, vodno paro in žveplom, ki oksidirajo nečistoče, razen srebra, zlata in bizmuta. Oksidirane nečistoče splavajo na vrh kot žlindra in se posnamejo. Srebro in zlato se odstranita tako, da se talini doda cink, ki se ne meša s svincem, raztaplja pa srebro in zlato. Obe raztopljeni kovini se iz cinkove raztopine pridobita po ločenem postopku. Bizmut se iz taline izloči s kovinskim kalcijem in magnezijem, da nastane bizmutova žlindra, ki splava na površino in se posname. 
Alternativa pirometalurškim postopkom je pridobivanje zelo čistega svinca z elektrolizo. Anode so iz surovega svinca, katode pa iz čistega svinca. Elektrolit je raztopina svinčevega fluorosilikata (PbSiF6). Večina nečistoč se raztopi v elektrolitu ali izloči kot anodno blato. Postopek je zelo drag in rezerviran predvsem za surov svinec z veliko vsebnostjo nečistoč.

#### Enostopenjski postopek
Sodobni proizvodni postopki za proizvodnjo svinca so enostopenjski, ker so bolj gospodarni in manj škodljivi za okolje (na primer postopek QSL) Praženje in redukcija potekata v enem reaktorju. V tem procesu se spraži samo del svinčevega sulfida, preostali del pa reagira z nastalim svinčevim oksidom:
PbS + 2 PbO → 3 Pb + SO2
Reaktor je rahlo nagnjen, da žlindra, ki vsebuje svinec in svinčev oksid, odteče. Žlindra nato prehaja skozi redukcijsko cono, v katero se vpihava premogov prah, ki svinčev oksid reducira v svinec. Pri praženju se namesto zraka uporablja čisti kisik, ki je sicer dražji, vendar bistveno zmanjša prostornino izpušnih plinov. Plini imajo mnogo višjo vsebnost žveplovega dioksida in so zato bolj uporabni za proizvodnjo žveplove kisline.
Če je koncentrat bogat s svincem, se v surov svinec pretvori 80% vstopajočega svinca. Preostalih 20% ostane v žlindri, bogati s PbO. Če je koncentrat manj bogat, se lahko ves svinec oksidira v žlindro, bogato s PbO. Kovinski svinec se iz žlindre pridobi z redukcijo s koksom ali premogovim plinom, v električnih pečeh ali v kombinaciji obojega.

#### Alternative
Metalurgi si prizadevajo razviti postopek, ki bi bil bolj čist in bi porabil manj energije. Senčni strani teh postopkov sta ali prevelika izguba svinca, ki gre v odpad, ali visoka vsebnost žvepla v končnem proizvodu. Najprimernejši je zagotovo elektrolitski postopek, ki je gospodaren samo ob zelo nizkih cenah električne energije.

### Sekundarna proizvodnja
Plavžarski del procesa, ki je bistven za primarno proizvodnjo, v sekundarni proizvodnji ni potreben, razen če je svinec zelo oksidiran. V tem primeru proizvodnja poteka ali v plamenski ali rotacijski peči, ki dajeta bistveno različne proizvode. V plamenski peči se proizvaja trdi svinec (z 10% antimona), v talilni ali rotacijski peči pa poltrdi svinec (s 3-4% antimona). Sodobnejši isasmelt postopek je nekakšen podaljšek primarnih postopkov: baterijska pasta iz iztrošenih svinčevih akumulatorjev, ki vsebuje svinčev(II) sulfat in svinčev(IV) oksid, se odstrani z obdelavo z alkalijami in zatem obdela v peči, kurjeni s koksom v prisotnosti kisika. Proizvod je surovi svinec, najpogosteje onečiščen z antimonom. Rafiniranje sekundarnega svinca je podobno rafiniranju primarnega. Kašen postopek se včasih lahko preskoči, odvisno od primesi.
Najpogosteje se reciklirajo svinčevi akumulatorji, pomembne pa so tudi svinčene cevi, pločevina in kabli.

### Rudnik Mežica
Rudnik svinca in cinka Mežica je eden od najstarejših rudnikov v Evropi s prvimi pisnimi omembami iz leta 1665.
Rudo so na tem območju odkrili že Rimljani. Prvi zapis o odkopanem svincu pod Peco je v računovodski knjigi koroškega vojvode Ernesta Železnega iz leta 1424. Prvo uradno dovoljenje za opravljanje rudarskih del je bilo izdano leta 1665. Rudnik je v naslednjih stoletjih občasno prenehal delovati in menjal več lastnikov, njegov vzpon pa se je začel v Ilirskih provincah leta 1809. Po prvi svetovni vojni je rudnik proizvedel 1% svetovne proizvodnje svinca. Leta 1945 je bil nacionaliziran. Kopanje rude je bilo zaradi lzčrpanih zalog leta 1993 ustavljeno. V Mežici še vedno obratujeta talilnica svinca in proizvodnja svinčevih akumulatorjev, ki predelujeta uvožen svinec in iztrošene akumulatorje. Rudnik je bil preurejen v muzej. V delu rovov so urejene kolesarske steze, po spodnjih rovih, delno zalitih z vodo, pa je organizirana vožnja s čolni.

## Uporaba
V nasprotju s splošnim prepričanjem leseni svinčniki nikoli niso bili narejeni iz svinca, ampak iz grafita. Ko je svinčnik nastal, se je določena vrsta uporabljenega grafita imenovala plumbago, kar je zelo podobno latinski besedi plumbum (svinec).

### Kovinski svinec
Kovinski svinec ima več uporabnih mehanskih lastnosti, visoko gostoto, nizko tališče, lahko se vleče in je relativno inerten. Številne kovine so v nekaterih vidikih boljše od svinca, vendar so na splošno manj pogoste in jih je težje pridobiti iz matičnih rud. Negativna lastnost svinca je njegova strupenost, zaradi katere so postopno opustili nekatere njegove rabe.
Svinec se je od iznajdbe strelnega orožja v srednjem veku uporabljal za ulivanje krogel. Bil je poceni, zaradi nizkega tališča pa je bilo krogle mogoče ulivati z zelo skromno tehnično opremo. Zaradi visoke gostote je krogla dlje zadrževala začetno hitrost. Svinec je v zlitinah z drugimi kovinami, ki povečajo trdoto, še vedno glavna surovina za krogle. V nekaterih državah, v Kaliforniji od julija 2015, je lov s svinčenimi kroglami zaradi onesnaževanja okolja prepovedan.
Zaradi visoke gostote in odpornost proti koroziji se je že zelo zgodaj začel uporabljati kot balast na jadrnicah, ker zasede malo prostora. Potapljači ga uporabljajo v pasovih za kompenziranje vzgona. Leta 1993 so temelje poševnega stolpa v Pisi stabilizirali s 600 tonami svinca. Zaradi dobre korozijske obstojnosti se uporablja za zaščito podvodnih kablov.
V gradbeništvu se uporablja svinčena pločevina za pokrivanje streh, obloge, žlebove in njihove vezne elemente in strešne obrobe. Svinec se še vedno uporablja za kipe, ornamente in armature. Do nedavnega se je uporabljal tudi za uravnovešanje avtomobilskih koles. 
Svinec se zaradi njegovih mazalnih lastnosti dodaja bakrovim zlitinam, kot sta medenina in bron, ker izboljša njuno obdelovalnost. Ker je svinec v bakru praktično netopen, tvori v nepopolnostih v zlitinah, na primer na faznih mejah, po celi zlitini trdne grudice. Slednje pri majhnih koncentracijah delujejo kot mazivo in preprečujejo tvorjenje ostružkov in izboljšajo obdelovalnost zlitine. Bakrove zlitine z večjo vsebnostjo svinca se uporabljajo za ležaje. Baker jim daje nosilnost, svinec pa deluje kot mazivo.
Svinec se zaradi visoke gostote in vrstnega števila in zmožnosti oblikovanja uporablja kot ščit, ki absorbira zvok, vibracije in sevanje. Svinec nima naravnih resonančnih frekvenc, zato se uporablja kot sloj, ki odbija zvok v stenah, tleh in stropih zvočnih studiev. Cevi orgel so pogosto narejene iz svinčeve zlitine z različnimi vsebnostmi kositra, ki nadzira ton posamezne cevi. Svinec je zaradi visoke gostote in visokega koeficienta dušenja uveljavljen zaščitni material pred radioaktivnim in rentgenskim sevanjem. Staljen svinec se uporablja kot hladilno sredstvo za s svincem hlajene hitre reaktorje.
Od začetka 21. stoletja se največ svinca porabi za kisle svinčeve akumulatorje. Svinec v akumulatorjih ni v neposrednem stiku z uporabniki, zato ni zelo nevaren. Morebitne poškodbe uporabnikov akumulatorjev niso neposredno povezane s svincem, osebje v proizvodnji akumulatorjev pa je ob neustrezni zaščiti lahko izpostavljeno svinčevemu prahu in param. Kemijske reakcije med svincem, svinčevim dioksidom in žveplovo kislino v akumulatorju so zanesljiv vir električnega toka, zato se uporabljajo tudi v superkondenzatorjih s kilovatnimi in megavatnimi kapacitetami, instaliranih po celem svetu. Akumulatorji imajo manjšo gostoto energije in manj učinkovito polnjenje-praznjenje od litij-ionskih baterij, vendar so znatno cenejši.
Svinec se uporablja v visokonapetostnih kablih kot zaščita pred vdorom vode v izolacijo. Tovrstna raba se postopoma opušča. V nekaterih državah se opušča tudi njegova raba v spajkah. Svinec je ena od treh kovin, ki se uporabljajo v Oddyjevem preskusu za muzejske eksponate. V preskusu se poskuša ugotoviti prisotnost organskih kislin, aldehidov in kislih plinov.

### Spojine
Glavni porabnik svinca in svinčevih spojin so svinčevi akumulatorji. Sproščanje električne energije v njih poteka v reakciji, ki ob svincu vključuje tudi svinčev sulfat in dioksid:
Pb(s) + PbO2(s) + 2H2SO4(aq) → 2PbSO4(s) + 2H2O(l)
Druge uporabe svinčevih spojin so zelo specializirane in pogosto usihajo. Svinčevi pigmenti so se uporabljali v keramičnih glazurah in steklu, zlasti za rdeče in rumene odtenke. Svinčevi pigmenti se v razvitem svetu opuščajo, še vedno pa se uporabljajo v manj razvitih državah, kot so Kitajska, Indija in Indonezija. Svinčev tetraacetat in svinčev dioksid se uporabljata kot oksidanta v organski kemiji. Svinec se pogosto uporablja v polivinilkloridni prevleki električnih kablov in za impregniranje stenja za sveče, da gorijo dlje in bolj enakomerno. V razvitem svetu se namesto njega uporablja cink. V svinčevem steklu je 12-28% svinčevega oksida, ki spremeni njegove optične lastnosti in zmanjša prepustnost ionizirajočega sevanja. Polprevodniki na osnovi svinca, kakršna sta svinčev telurid in svinčev selenid, se uporabljajo v sončnih celicah in detektorjih infrardečega sevanja.

## Biološki učinki
Svinec nima potrjene biološke vloge in ne potrjene varne ravni izpostavljenosti. V kanadsko-ameriški študiji iz leta 2009 je bilo ugotovljeno, da lahko svinec tudi na ravneh, ki se štejejo za nenevarne ali malo nevarne, "škodljivo vpliva na duševno zdravje". Količina svinca v telesu odraslega človeka je v povprečju 120 mg, vendar je zelo odvisna od države. Po količini ga od težkih kovin presegata samo cink (2500 mg) in železo (4000 mg). Svinčeve soli telo zelo učinkovito absorbira. Majhna količina v telo vnesenega svinca (1%) se shrani v kosti, preostanek pa se v nekaj tednih po izpostavljenosti izloči z urinom in blatom. Otroci izločijo samo približno tretjino svinca. Stalna izpostavljenost lahko povzroči bioakumuliranje svinca.

### Toksičnost
Svinec je zelo strupena kovina, tako vdihana kot zaužita. Vpliva na skoraj vse organe in sisteme v človeškem telesu. Lebdeči delci s koncentracijo 100 mg/m3 predstavljajo neposredno nevarnost za življenje in zdravje. Večina zaužitega svinca se absorbira v krvnem obtoku. Primarni vzrok njegove toksičnosti je motenje pravilnega delovanja encimov. Svinec se veže na sulfohidrilne skupine, ki so prisotne v številnih encimih, ali izpodrine druge kovine, ki so kofaktorji v številnih encimatskih reakcijah. Med esencialne kovine, ki jih izpodrine svinec, spadajo kalcij, železo in cink. Nekaj zaščite pred zastrupitvijo s svincem zagotavljajo visoke ravni železa in kalcija, nizke ravni teh kovin pa povečajo dovzetnost za zastrupitev.

### Učinki
Svinec lahko povzroči resne okvare možganov in ledvic ter nazadnje smrt. Z oponašanjem kalcija lahko preide skozi krvno-možgansko pregrado. V možganih razgradi mielinske ovojnice nevronov, zmanjša njihovo število, ovira nevrotransmisije in zmanjša rast nevronov. V človeškem telesu zavira delovanje encimov porfobilinogen sintaze in ferohelataze, s ćimer preprečuje tvorbo porfobilinogena in vključevanje železa v protoporfirin IX, zadnji korak v sintezi hema. Posledica neučinkovite sinteze hema je mikrocitna anemija.
Simptomi zastrupitve s svincem vključujejo nefropatijo, koliki podobne bolečine v trebuhu in morda slabotnost prstov, zapestij ali gležnjev. Majhno zvišanje krvnega tlaka, zlasti oseb v srednjih in kasnejših letih, bi lahko povzročila anemija. Številne študije, večinoma presečne, so odkrile povezavo med povečano izpostavljenostjo svincu in zmanjšano variabilnostjo srčnega utripa. Pri nosečnicah lahko visoka izpostavljenost svincu povzroči splav. Dokazano je tudi, da kronična izpostavljenost na visoki ravni zmanjšuje plodnost moških.
V možganih otrok v razvoju svinec ovira tvorbo sinaps v možganski skorji, nevrokemični razvoj, vključno z razvojem nevrotransmiterjev in organizacijo ionskih kanalov. Izpostavljenost svincu v zgodnjem otroštvu je povezana s povečanim tveganjem za motnje spanca in čezmerno dnevno zaspanost v poznejšem otroštvu. Visoke vsebnosti svinca v krvi so povezane z zakasnelo puberteto deklic.
Zgodovinsko nihanje kriminalitete naj bi bilo povezano z nihanjem vsebnosti svinca v zraku zaradi tetraetil svinca v bencinu. Hipoteza ni bila soglasno sprejeta.